# Futbol'nyj Klub Chimki 2019-2020
Questa voce raccoglie le informazioni riguardanti il Futbol'nyj Klub Chimki nelle competizioni ufficiali della stagione 2019-2020.

## Stagione
La stagione PFN Ligi fu interrotta a metà marzo 2020 e fu definitivamente dichiarata conclusa a causa della pandemia di COVID-19, con conseguente annullamento dei play-off promozione; la squadra si trovava in quel momento al secondo posto in classifica a parità con i moscoviti del Čertanovo, ma in vantaggio negli scontri diretti: questo garantì al Chimki la promozione e lo storico ritorno in Prem'er-Liga, 11 anni dopo la retrocessione del 2009.
Il cammino in Coppa segnò lo storico approdo in finale, 15 anni dopo l'unico precedente risalente all'edizione 2004-2005: fu stavolta lo Zenit San Pietroburgo, peraltro campione di Russia, a impedire il successo al Chimki.

## Rosa
| N. |                        | Ruolo | Calciatore              |
| -- | ---------------------- | ----- | ----------------------- |
| 1  | Russia (bandiera)      | P     | Dmitri Khomich          |
| 3  | Russia (bandiera)      | C     | Svjatoslav Georgievskij |
| 4  | Russia (bandiera)      | D     | Michail Tichonov        |
| 5  | Russia (bandiera)      | C     | Aleksandr Trošečkin     |
| 6  | Russia (bandiera)      | D     | Dmitrij Tichij          |
| 7  | Russia (bandiera)      | C     | Gela Zaseev             |
| 8  | Russia (bandiera)      | C     | Bogdan Mišukov          |
| 9  | Russia (bandiera)      | C     | Maksim Martusevič       |
| 10 | Azerbaigian (bandiera) | A     | Kamran Aliev            |
| 11 | Russia (bandiera)      | A     | Dmitrij Barkov          |
| 14 | Ucraina (bandiera)     | C     | Artem Poljarus          |
| 15 | Russia (bandiera)      | D     | Egor Danilkin           |
| 17 | Russia (bandiera)      | D     | Egor Proškin            |
| 20 | Russia (bandiera)      | C     | Nikita Maljarov         |
| 21 | Russia (bandiera)      | A     | Artyom Popov            |
| 22 | Russia (bandiera)      | P     | Il'ja Lantratov         |

| N. |                           | Ruolo | Calciatore          |
| -- | ------------------------- | ----- | ------------------- |
| 23 | Russia (bandiera)         | A     | Aršak Korjan        |
| 24 | Costa d'Avorio (bandiera) | A     | Mohamed Konaté      |
| 33 | Russia (bandiera)         | D     | Evgenij Gapon       |
| 35 | Russia (bandiera)         | P     | Egor Generalov      |
| 44 | Russia (bandiera)         | C     | Il'ja Kucharčuk     |
| 63 | Russia (bandiera)         | C     | Danil Kazancev      |
| 77 | Russia (bandiera)         | A     | Danil Massurenko    |
| 80 | Russia (bandiera)         | A     | Maksim Žumabekov    |
| 87 | Russia (bandiera)         | C     | Kirill Boženov      |
| 88 | Russia (bandiera)         | A     | Vladimir Djadjun    |
| 92 | Russia (bandiera)         | C     | Aleksej Skvorcov    |
| 95 | Russia (bandiera)         | A     | Idris Umayev        |
| 96 | Russia (bandiera)         | D     | Aleksandr Smirnov   |
| 97 | Russia (bandiera)         | A     | Dmitrij Kamenščikov |
| 99 | Russia (bandiera)         | D     | Andrej Evdokimov    |

## Risultati

### Campionato
| Vladivostok 7 luglio 2019 1ª giornata | Luč Vladivostok | 2 – 5 referto | Chimki | Stadio Dinamo |

| Chimki 13 luglio 2019 2ª giornata | Chimki | 3 – 0 referto | Avangard Kursk | Arena Chimki |

| Mosca 20 luglio 2019 3ª giornata | Tekstilščik Ivanovo | 1 – 4 referto | Chimki | Stadio Accademia Spartak |

| Chimki 24 luglio 2019 4ª giornata | Chimki | 4 – 0 referto | Enisej | Arena Chimki |

| Volgograd 28 luglio 2019 5ª giornata | Rotor | 1 – 1 referto | Chimki | Volgograd Arena |

| Mosca 3 agosto 2019 6ª giornata | Čertanovo | 0 – 0 referto | Chimki |  |

| Chimki 10 agosto 2019 7ª giornata | Chimki | 3 – 0 referto | Krasnodar-2 | Arena Chimki |

| Tomsk 14 agosto 2019 8ª giornata | Tom' Tomsk | 0 – 0 referto | Chimki | Trud Stadium |

| Chimki 18 agosto 2019 9ª giornata | Chimki | 3 – 2 referto | Neftechimik | Arena Chimki |

| Jaroslavl' 25 agosto 2019 10ª giornata | Šinnik | 0 – 1 referto | Chimki | Stadio Šinnik |

| Chimki 31 agosto 2019 11ª giornata | Chimki | 1 – 0 referto | Spartak-2 Mosca | Arena Chimki |

| Mosca 8 settembre 2019 12ª giornata | Torpedo Mosca | 1 – 0 referto | Chimki | Stadio Ėduard Strel'cov |

| Chimki 14 settembre 2019 13ª giornata | Chimki | 1 – 0 referto | Čajka Pesčanopskoe | Arena Chimki |

| Voronež 21 settembre 2019 14ª giornata | Fakel Voronež | 0 – 3 referto | Chimki | Stadio Centrale |

| Chimki 29 settembre 2019 15ª giornata | Chimki | 0 – 1 referto | Baltika | Arena Chimki |

| Chabarovsk 5 ottobre 2019 16ª giornata | SKA-Chabarovsk | 1 – 1 referto | Chimki | Stadio Lenin |

| Chimki 12 ottobre 2019 17ª giornata | Chimki | 4 – 0 referto | Mordovija | Arena Chimki |

| Nižnij Novgorod 19 ottobre 2019 18ª giornata | Nižnij Novgorod | 1 – 0 referto | Chimki | Stadio Nižnij Novgorod |

| Chimki 23 ottobre 2019 19ª giornata | Chimki | 1 – 0 referto | Armavir | Arena Chimki |

| Kursk 27 ottobre 2019 20ª giornata | Avangard Kursk | 0 – 3 referto | Chimki | Stadio Trudovye rezervy |

| Chimki 3 novembre 2019 21ª giornata | Chimki | 2 – 1 referto | Tekstilščik Ivanovo | Arena Chimki |

| Krasnojarsk 9 novembre 2019 22ª giornata | Enisej | 1 – 0 referto | Chimki | Stadio Centrale |

| Chimki 13 novembre 2019 23ª giornata | Chimki | 0 – 2 referto | Rotor | Arena Chimki |

| Chimki 17 novembre 2019 24ª giornata | Chimki | 3 – 1 referto | Čertanovo | Arena Chimki |

| Krasnodar 23 novembre 2019 25ª giornata | Krasnodar-2 | 2 – 2 referto | Chimki |  |

| Chimki 9 marzo 2020 26ª giornata | Chimki | 3 – 0 referto | Tom' Tomsk | Arena Chimki |

| Saransk 15 marzo 2020 27ª giornata | Neftechimik | 2 – 2 referto | Chimki | Mordovia Arena |

### Coppa di Russia
| Chimki 21 agosto 2019 | Chimki | 4 – 1 referto | Avangard Kursk | Arena Chimki |

| Chimki 25 settembre 2019 Sedicesimi di finale | Chimki | 3 – 0 referto | Rubin | Arena Chimki |

| Orenburg 31 ottobre 2019 Ottavi di finale | Orenburg | 1 – 2 referto | Chimki | Stadio Gazovik |

| Chimki 5 marzo 2020 Quarti di finale | Chimki | 5 – 1 referto | Torpedo Mosca | Arena Chimki |

| Ekaterinburg 19 luglio 2020 Semifinale | Ural | 1 – 3 referto | Chimki | Stadio Centrale |

| Arbitro: | Moskalëv |

|                   |           |  |
| Dzjuba 84’ (rig.) | Marcatori |  |